# Hashtgerd
Hashtgerd (farsi هشتگرد) è il capoluogo dello shahrestān di Savojbolagh, circoscrizione Centrale, nella provincia di Alborz in Iran. Aveva, nel 2006, una popolazione di 45.332 abitanti. Si trova sulla strada principale che collega Teheran a Qazvin.
La parte antica della città vanta insediamenti millenari. Una serie di siti archeologici denominati "Ozbaki" mostrano tracce di insediamenti che risalgono al VII millennio a.C.